# Fuente del Grano
Fuente del Grano o del Mercado es una fuente pública de la ciudad de León (España) que forma parte del grupo de fuentes públicas construidas en el siglo XVIII en la época de la Ilustración. Se encuentra situada en la Plaza del Mercado o del Grano sustituyendo a un antiguo pozo de polea con cuerda y caldero. Fue inaugurada en 1789.  El trabajo de fontanería lo llevó a cabo el maestro Isidro Cruela y la parte artística Mariano Salvatierra y Félix Cusac.

## Ubicación y entorno
La plaza del Grano o plaza del Mercado donde está situada la fuente es muy espaciosa y está toda ella empedrada lo que le da un aspecto medieval muy singular. Tiene soportales en los laterales. Allí, en la parte occidental se alza la iglesia del Mercado; en el norte está el palacio de los marqueses de Inicio Y en el sur el convento de las Carbajalas y casas de vecindad. Los más favorecidos por la construcción de esta fuente fueron los propios vecinos del barrio y los viajeros que entraban a la ciudad por la puerta de Santa Ana y por la puerta Moneda. La fuente se situó en el centro de la parte norte sustituyendo a un viejo pozo de polea, cuerda y caldero.

## Descripción
La fuente fue inaugurada en 1789; en ella tiene un gran protagonismo la escultura frente a la arquitectura. Para su creación se emplearon dos tipos de piedra, la caliza llamada griotte (con un veteado de tonalidades rosas), muy resistente para los cambios de temperatura. Con esta piedra se hizo toda la parte arquitectónica. Se extraía de unas canteras cercanas en las localidades de Robles de la Valcueva, Orzonaga, Rabanal de Fenar, Candanedo de Fenar y Boñar. El otro tipo de piedra al ser más blanda servía para la parte artística y se extraía en las canteras de Boñar que eran conocidas desde  la Edad Media.

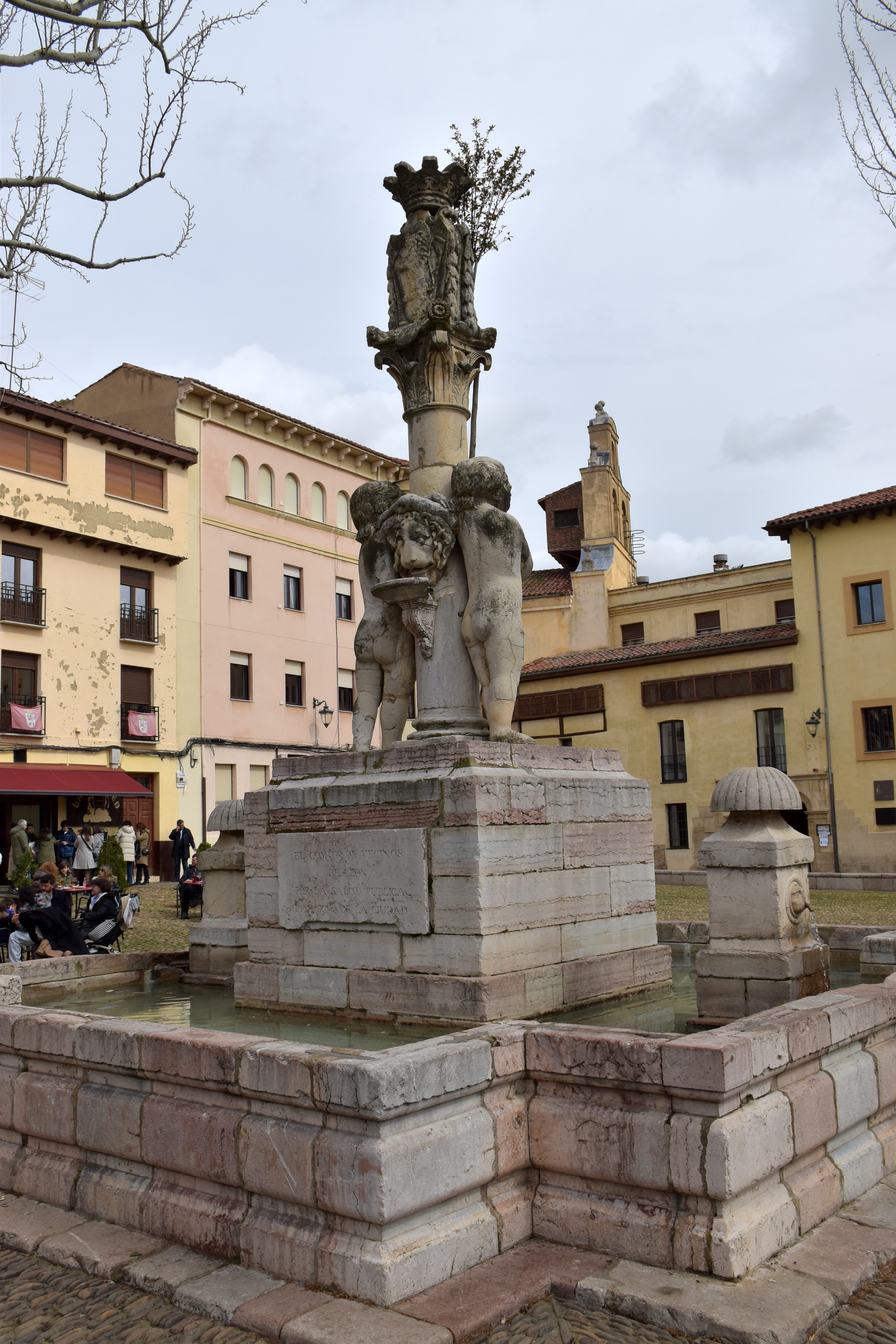
Los putti vistos de espalda, el león, la columna, el escudo y los dos caños de agua

Tiene un gran pilón de planta cuadrada y retranqueada en los cuatro ángulos. En el centro se levanta la arquitectura de la fuente: primero un podio cúbico de paredes lisas y rectangulares. Sobre el podio se eleva una columna adornada con esculturas que termina en un capitel corintio y más arriba dos escudos con las armas de la ciudad cuyo timbre es una corona real exenta. La escultura consiste en dos putti de dos metros de altura cada uno que abrazan la columna y que personifican a los dos ríos Bernesga y Torío; cada uno es portador de una caracola marina que representa el cuerno de la abundancia; de las caracolas sale el agua que se vierte sobre una venera cuya simbología es recordar que por allí pasa el Camino de Santiago. Por detrás y debajo de los brazos de los putti se esculpió una cabeza de león como símbolo del nombre de la ciudad. El agua mana de su boca y cae también en un plato. En el podio hay sendas cartelas que dicen 

REYNANDO CARLOS IV AÑO DE MDCCLXXXIX

EL COMUN DE VECINOS DE LEON POR LA SALUD PUBLICA Y ADORNO DE LA CIUDAD

Independientes de la arquitectura de la fuente y en lugar de fácil acceso para los usuarios hay dos pedestales con los correspondientes caños que surten el agua para uso público. Toda la fuente está rodeada de postes o mojones que impedían el acceso a posibles vehículos. Se atribuye la obra de fontanería al maestro fontanero Isidro Cruela y la escultura a los escultores Mariano Salvatierra y Félix Cusac.